# The Middle (serie de televisión)
The Middle (Una familia modelo en algunas partes de Hispanoamérica) es una comedia de situación estadounidense que trata sobre una familia de clase trabajadora que vive en Orson, Indiana y enfrenta las luchas cotidianas de la vida en el hogar, el trabajo y la crianza de los hijos. La serie fue creada por los escritores Eileen Heisler y DeAnn Heline, y se estrenó el 30 de septiembre de 2009 en ABC. Las productoras Blackie and Blondie Productions y Warner Bros. Television se encargan de su producción. La serie cuenta con la actriz Patricia Heaton de Everybody Loves Raymond y Neil Flynn de Scrubs. The Middle ha sido elogiada por los críticos de televisión, ha sido nominada multitud de veces y ha ganado numerosos premios.
En agosto de 2017, se anunció que la serie terminaría después de la grabación de la novena temporada, a petición de los creadores de la serie.
En julio de 2018, ABC confirmó un piloto de un spin-off de la serie centrado en uno de los integrantes de la familia Heck: Sue, la hija mediana. A mediados de agosto, se dio luz verde al proyecto y la nueva serie se estrenaría a principios de 2019, sin embargo, ABC decidió suspenderla en noviembre de 2018, así que WB se encuentra a la espera de algún estudio que decida retomar el proyecto para continuar.

## Trama
La trama de la serie sitúa a los Heck, una familia de cinco (madre, padre y tres hijos) de clase media-baja, en los suburbios de Orson, un pueblo ficticio del estado de Indiana, en Estados Unidos. Esta pequeña ciudad inventada está basada en la ciudad de Jasper, Indiana.
Frankie es una mujer de mediana edad que intenta criar y sacar adelante a su familia con gran sentido del humor a pesar de todas las dificultades del día. Además, es la narradora de la serie. Debe ocuparse de las tareas del hogar mientras cumple con las obligaciones de su trabajo full-time, atiende los problemas de su hija adolescente Sue; reclama desesperadamente la atención y el amor de su hijo mayor,  Axl; y resuelve las excentricidades de su hijo menor Brick. Su mano derecha para realizar todas es su marido Mike.
Frankie y Mike son dos padres despreocupados y desordenados. Estas son cualidades que, en realidad, caracterizan a toda la familia. El matrimonio difícilmente llega a fin de mes y en muchas ocasiones tienen que pluriemplearse para poder hacerse cargo de todos los gastos de las casa y la familia. Los hijos tienen personalidades muy diferentes entre sí: el mayor, Axl, es un adolescente popular pero perezoso, bueno en los deportes pero no en lo académico; su hija Sue es una adolescente entusiasta pero crónicamente fracasada y socialmente incómoda; y el hijo menor, Brick, es un niño muy inteligente y un lector compulsivo que sufre divertidos tics y tiene una personalidad muy peculiar.
A su vez, Frankie debe lidiar con los problemas de diversos empleos, como vendedoras en Ehlert Motors, un concesionario de coches usados, o en un consultorio dental con su jefe Dr. Ted Goodwin, y también como mujer amish cuando necesitan un ingreso extra.

## Elenco y personajes
Hay numerosos personajes recurrentes que los Hecks encuentran en Orson y sus alrededores.

### Principales
- Frankie Heck (Patricia Heaton) es el personaje principal de la serie, una ama de casa y madre de tres hijos. Se muestra como una madre muy ocupada y cansada para quien lo más importante en la vida es su familia. Su frase de cabecera es "Hazlo por la familia", la cual la guía en su rutina diaria, a pesar de las frustraciones que le provocan sus tres hijos y sus tías ancianas, que dependen exclusivamente de ella para saciar sus necesidades. Antes era empleada del concesionario "Ehlert Motors”, aunque, en realidad, no se le da demasiado bien, ya que casi no consigue vender casi ningún coche. Más adelante, trabaja como asistente en una clínica dental, tras haber perdido su empleo en el concesionario.

- Mike Heck (Neil Flynn) es el marido de Frankie, conocido por ser completamente honesto, serio, inexpresivo, anticuado y muy alto. Frankie se queja de su falta de afecto en muchas ocasiones. No tiene muchos amigos porque es un hombre al que no le gusta socializar ni salir por ahí. Trabaja como jefe en una cantera y es fanático de los deportes, en especial del equipo Potros de Indianapolis. Proporciona cierta estabilidad a su familia y es quien siempre está al rescate de Frankie cuando esta se mete en problemas.

- Axl Heck (Charlie McDermott) es el hijo mayor de Frankie y Mike. Supuestamente se llama Axl por haber sido concebido tras un concierto de Guns N' Roses. La mayoría del tiempo que está en casa aparece en ropa interior. Es uno de los chicos más populares del instituto y se le dan muy bien deportes como el baloncesto y el fútbol americano, pero es muy malo en los estudios. Además, gracias a sus habilidades con el fútbol recibe una beca que le paga sus estudios universitarios. Dentro del núcleo familiar, es el estereotipo de hermano mayor: es sarcástico, perezoso y gasta bromas constantemente a sus hermanos. Axel es un desafío para Frankie, que desea que este sea más abierto y cariñoso con ella, ya que cuando era pequeño era el "niño de mamá”. Durante el transcurso de la serie Frankie desea recuperar su atención. Actualmente vive solo y tiene más de 21 años.

- Sue Heck (Eden Sher) es la hija mediana de Frankie y Mike que está iniciando su adolescencia. Sue se caracteriza por ser extremadamente neurótica y fracasar en todo lo que se propone hacer, pero su optimismo y determinación la mantienen en pie, sin permitir que las adversidades le impidan proponerse nuevos retos. Durante las primeras temporadas llevaba brackets, pero estaba deseando que se los quitaran porque ya llevaba ocho años con ellos puestos. Se le considera una inadaptada social. Actualmente trabaja en un restaurante del centro comercial.

- Brick Heck (Atticus Shaffer) es el hijo menor de la pareja. Es un niño con una actitud inusual para su edad. Pasa gran parte de su tiempo leyendo todo lo que se puede leer y no tiene muchos amigos, aunque tampoco le interesa tenerlos. De pequeño le llevaron a una clase para que aprendiera a relacionarse con los demás niños de su edad. Otra de sus rarezas son sus tics. Suele susurrarse a sí mismo y hay un momento en el que aparece otro tic, que le hace producir un gracioso ruido involuntariamente. Es un niño que se caracteriza por ser extremadamente inteligente, pero muy distraído. Además, tiene serios problemas de distracción.

### Secundarios
Hay numerosos personajes recurrentes que los Heck se encuentran en Orson y sus alrededores.
- Tía Ediee y Tía Ginny (Jeanette Miller, Frances Bay) son las tías abuelas de Frankie. Son personas muy mayores pero, a pesar de ello, grandes fumadoras, lo que genera que su perra Doris (también muy anciana) necesite constantemente un respirador artificial. La Tía Ediee solía trabajar en la cantera de Mike llevando las cuentas. La Tía Ginny deja de aparecer en la serie cuando el personaje muere. La causa de su desaparición es la muerte en la vida real de la actriz que la encarnaba. Cuando la Tía Ediee fallece por la misma razón, su perra Doris se queda con Los Heck. Gracias a un "milagroso" fin de semana con los Donahue (sus vecinos), su estado de salud mejora notablemente. Doris aún sigue apareciendo en la serie.

- Brad Bottig (Brock Ciarlelli) es el primer novio de Sue, a pesar de las dudas que muchos tienen sobre su sexualidad. En realidad, ni él ni Sue se dan cuenta de la situación. A pesar de que terminan su relación, Brad es el mejor amigo de Sue durante toda la serie.
- Sr. Ehlert (Brian Doyle-Murray) es el dueño de Ehlert Motors y antiguo jefe de Frankie. Es un amante de los deportes, machista y partidario del partido republicano, como se puede ver en su despacho.
- Carly (Blaine Saunders) es la mejor amiga de Sue. Solía usar gafas y aparato, pero más adelante se los quitaron y se volvió mucho más popular que ella. Sin embargo, su relación de amistad continuó siendo la misma de siempre.

- Bob (Chris Kattan) es el compañero de trabajo de Frankie en el concesionario. Es un  personaje extraño y solitario que ve en la familia Heck el modelo de familia perfecta que él nunca llegó a formar.
- Cindy (Casey Burke) es la primera novia de Brick. Al igual que él, es una chica con unas costumbres muy extrañas, poco habladora y no muy sociable.

- Nancy Donahue (Jen Ray) es la vecina de los Heck y presidenta del club de recaudación de dinero del equipo de fútbol en el que juegan Sean y Axl. Es una mujer extremadamente amable y la mejor amiga de Frankie. Los Donahue son el ejemplo de la familia feliz que desea Frankie, lo que genera cierta envidia en ella.

- Sean Donahue y Darrin (Beau Wirick, John Gammon) son los mejores amigos de Axl y sus compañeros en el equipo de fútbol del instituto. Sean se caracteriza por ser educado, amistoso y servicial, al contrario que Axl. Darrin, en cambio, es realmente torpe y el más tonto de los tres.

- Morgan (Alexa Vega) es una animadora y una de las exnovias de Axl. Era una excelente alumna y presionaba constantemente a Axl sobre sus estudios y su forma de actuar. Frankie la detestaba porque atraía todo el amor y la atención de su hijo.

- Zack (Andrew J. Fishman) es el primer y único amigo de Brick. Se conocieron en sus clases para aprender a socializar. Tiende pensar que es un gato y actúa como tal.

## Episodios
| Temporada | Temporada | Episodios | Episodios | Emisión original         | Emisión original    |
| Temporada | Temporada | Episodios | Episodios | Primera emisión          | Última emisión      |
| --------- | --------- | --------- | --------- | ------------------------ | ------------------- |
|           | 1         | 24        | 24        | 30 de septiembre de 2009 | 19 de mayo de 2010  |
|           | 2         | 24        | 24        | 22 de septiembre de 2010 | 25 de mayo de 2011  |
|           | 3         | 24        | 24        | 21 de septiembre de 2011 | 23 de mayo de 2012  |
|           | 4         | 24        | 24        | 26 de septiembre de 2012 | 22 de mayo del 2013 |
|           | 5         | 24        | 24        | 25 de septiembre de 2013 | 21 de mayo de 2014  |
|           | 6         | 24        | 24        | 24 de septiembre de 2014 | 13 de mayo de 2015  |
|           | 7         | 24        | 24        | 23 de septiembre de 2015 | 18 de mayo de 2016  |
|           | 8         | 23        | 23        | 11 de octubre de 2016    | 16 de mayo de 2017  |
|           | 9         | 24        | 24        | 3 de octubre de 2017     | 22 de mayo de 2018  |

## Desarrollo y producción
La serie se desarrolló originalmente en el ciclo 2006–07 y fue protagonizada por Ricki Lake como Frankie. Atticus Shaffer fue el único actor que conservó su papel cuando el show fue re-desarrollado. La serie fue creada por Eileen Heisler y DeAnn Heline (de Muncie, Indiana) y el piloto fue dirigido por Julie Anne Robinson.
Aunque se basa en Jasper, Indiana, Orson es en realidad un estudio en Los Ángeles. La directora de la escena, Julie Fanton, suele hacer compras en lugares tradicionalmente del centro-oeste, como Target y Kohl's, por lo que el show consigue tener un aspecto realista de clase media.
La serie fue recogida para realizar una temporada completa de 24 episodios después de haber emitido sólo dos de ellos. El 12 de enero de 2010, el presidente de ABC Entertainment, Steve McPherson, anunció que renovaría The Middle para grabar una segunda temporada. El show fue renovada para una tercera, que se estrenó con un episodio de una hora de duración el 21 de septiembre de 2011. El 10 de mayo de 2012, ABC la renovó para una cuarta temporada, que se estrenó con una especial de una hora el 26 de septiembre de 2012. El show comenzó su quinta temporada el 10 de mayo de 2013. ABC confirmó el 9 de mayo de 2014 que se grabaría una sexta temporada de 22 episodios, y en octubre de ese mismo año ordenó la grabación de dos episodios adicionales, con lo que la temporada total consta de 24 episodios.
El 8 de mayo de 2015, ABC confirmó la grabación de una séptima temporada y renovó los contratos del reparto principal al mismo tiempo. ABC renovó la serie para la octava temporada con una orden de 22 episodios, que luego se extendería a 23 en diciembre de 2016. El 25 de enero de 2017, ABC renovó The Middle para grabar una novena temporada, que sería la última temporada.

## Recepción

### Recepción crítica
| Temporada | Temporada | Respuesta crítica    | Respuesta crítica                      | Respuesta crítica   |
| Temporada | Temporada | Rotten Tomatoes      | Rotten Tomatoes – puntaje de audiencia | Metacritic          |
| --------- | --------- | -------------------- | -------------------------------------- | ------------------- |
|           | 1         | 76% (21 comentarios) | 83% (89 comentarios)                   | 70 (25 comentarios) |
|           | 2         | 100% (5 comentarios) | 89% (57 comentarios)                   | —                   |
|           | 3         | —                    | 92% (51 comentarios)                   | —                   |
|           | 4         | 100% (5 comentarios) | 89% (56 comentarios)                   | —                   |
|           | 5         | —                    | 89% (100 comentarios)                  | —                   |
|           | 6         | —                    | 86% (75 comentarios)                   | —                   |
|           | 7         | —                    | 92% (60 comentarios)                   | —                   |
|           | 8         | —                    | 95% (51 comentarios)                   | —                   |
|           | 9         | 100% (8 comentarios) | 95% (50 comentarios)                   | —                   |

The Middle ha recibido aclamación de la crítica, con la calificación de sus personajes como únicos y originales, además de elogiar el estándar consistente del espectáculo y su realista representación de las familias de clase media baja. La serie obtuvo una puntuación de 71 en Metacritic a partir del 1 de abril de 2011. Los críticos alaban la mirada realista de la clase media del show, su buen momento, la escritura y la actuación. Robert Bianco de USA Today dijo de The Middle: "[...] Esta serie parece ofrecer una versión de primera clase de lo que tantos espectadores dicen que quieren: una mirada humorística, sincera y realista a la clase media, la vida familiar de la América media". La alabanza ha sido, hasta ahora, consistente, con críticas como la de Ken Tucker de Entertainment Weekly, que dijo de la segunda temporada de The Middle que seguía siendo "[...] un show sólido, la saga de una familia que lucha por mantener sus cabezas por encima de las turbulentas aguas económicas [...]". En la temporada televisiva 2009–2010, The Middle se colocó en el número seis de la lista de "Best Reviewed New Network Show" de Metacritic.

### Audiencia
| Temporada | Horarios (ET)                                                    | Episodios | Estrenado                | Estrenado                            | Estrenado                 | Finalizado         | Finalizado                         | Finalizado                | Temporada televisiva | Rank (en millones) | Rank (demo) | Espectadores (en millones) | Demo (18-49) |
| Temporada | Horarios (ET)                                                    | Episodios | Fecha                    | Espectadores iniciales (en millones) | 18–49 índice de audiencia | Fecha              | Espectadores finales (en millones) | 18–49 índice de audiencia | Temporada televisiva | Rank (en millones) | Rank (demo) | Espectadores (en millones) | Demo (18-49) |
| --------- | ---------------------------------------------------------------- | --------- | ------------------------ | ------------------------------------ | ------------------------- | ------------------ | ---------------------------------- | ------------------------- | -------------------- | ------------------ | ----------- | -------------------------- | ------------ |
| 1         | Miércoles 8:30 p. m.                                             | 24        | 30 de septiembre de 2009 | 8,71                                 | 2,6                       | 19 de mayo de 2010 | 7,55                               | 2,5                       | 2009–10              | 68                 | 63          | 6,69                       | 2,3          |
| 2         | Miércoles 8:00 p. m.                                             | 24        | 22 de septiembre de 2010 | 8,81                                 | 2,7                       | 25 de mayo de 2011 | 7,33                               | 2,2                       | 2010–11              | 51                 | 59          | 8,08                       | 2,4          |
| 3         | Miércoles 8:00 p. m.                                             | 24        | 21 de septiembre de 2011 | 9,74                                 | 3,1                       | 23 de mayo de 2012 | 6,52                               | 2,0                       | 2011–12              | 60                 | 63          | 8,08                       | 2,5          |
| 4         | Miércoles 8:00 p. m.                                             | 24        | 26 de septiembre de 2012 | 9,16                                 | 2,9                       | 22 de mayo de 2013 | 7,70                               | 2,0                       | 2012–13              | 45                 | 44          | 8,42                       | 2,5          |
| 5         | Miércoles 8:00 p. m.                                             | 24        | 25 de septiembre de 2013 | 8,94                                 | 2,5                       | 21 de mayo de 2014 | 7,85                               | 2,1                       | 2013–14              | 44                 | N/A         | 8,24                       | N/A          |
| 6         | Miércoles 8:00 p. m.                                             | 24        | 24 de septiembre de 2014 | 7,59                                 | 2,2                       | 13 de mayo de 2015 | 7,03                               | 1,8                       | 2014–15              | 53                 | 41          | 8.68                       | 2,4          |
| 7         | Miércoles 8:00 p. m.                                             | 24        | 23 de septiembre de 2015 | 8,21                                 | 2,1                       | 18 de mayo de 2016 | 6,73                               | 1,6                       | 2015–16              | 53                 | 34          | 8,15                       | 2,2          |
| 8         | Martes 8:00 p. m.                                                | 23        | 11 de octubre de 2016    | 6,78                                 | 1,8                       | 16 de mayo de 2017 | 5,27                               | 1,2                       | 2016–17              | 53                 | 43          | 7.02                       | 1,8          |
| 9         | Martes 8:00 pm (1-17) Martes 8:30 pm (18-23) Martes 9:00 pm (24) | 24        | 3 de octubre de 2017     | 6,21                                 | 1,6                       | 22 de mayo de 2018 | 7,09                               | 1,7                       | 2017–18              | 55                 | 34          | 7,28                       | 1,9          |

El episodio de la temporada 3 "Halloween II" ha sido el episodio más visto hasta el momento, con 10,16 millones de espectadores.

### Premios y nominaciones
In 2011, The Middle recibió un Gracie Award por Serie de Comedia Sobresaliente. Los Critics' Choice Television Award eligieron también a Patricia Heaton como la mejor actriz en una serie de comedia, y Eden Sher como mejor actriz secundaria en una serie de comedia.
| Año  | Premiación                                 | Categoría                                                      | Nominado(s)                                       | Resultado |
| ---- | ------------------------------------------ | -------------------------------------------------------------- | ------------------------------------------------- | --------- |
| 2010 | Premios Young Artist                       | Best Recurring Young Actor 14 and Over                         | Brock Ciarlelli                                   | Nom       |
| 2010 | Premios Young Artist                       | Best Recurring Young Actress                                   | Eden Sher                                         | Nom       |
| 2010 | 36.º Premio Humanitas                      | 30 Minute Category                                             | Episodio: "The Block Party"                       | Nom       |
| 2011 | Premio Gracie 2011                         | Outstanding Comedy Series                                      |                                                   | Ganador   |
| 2011 | Critics' Choice Television Award           | Mejor serie de comedia                                         |                                                   | Nom       |
| 2011 | Critics' Choice Television Award           | Mejor actriz en serie de comedia                               | Patricia Heaton                                   | Nom       |
| 2011 | Critics' Choice Television Award           | Mejor actriz de reparto en serie de comedia                    | Eden Sher                                         | Nom       |
| 2011 | Premios Young Artist                       | Best Guest Starring Young Actor Ten and Under                  | Parker Contreras                                  | Ganadora  |
| 2011 | Premios Young Artist                       | Best Guest Starring Young Actor Ten and Under                  | Mason Cook                                        | Nom       |
| 2011 | Premios Young Artist                       | Best Recurring Young Actor                                     | Brock Ciarlelli                                   | Ganador   |
| 2011 | Premios Young Artist                       | Best Guest Starring Young Actress 11–15                        | Kelly Heyer                                       | Nom       |
| 2011 | Premios Young Artist                       | Best Recurring Young Actress 17–21                             | Blaine Saunders                                   | Nom       |
| 2011 | Premios Young Artist                       | Outstanding Young Ensemble in a TV Series                      | Eden Sher, Atticus Shaffer, and Charlie McDermott | Nom       |
| 2012 | Critics' Choice Television Award           | Mejor actriz de reparto en serie de comedia                    | Eden Sher                                         | Nom       |
| 2012 | 1.º PAAFTJ Television Awards               | Best Comedy Series                                             |                                                   | Nom       |
| 2012 | 1.º PAAFTJ Television Awards               | Best Actress in a Comedy Series                                | Patricia Heaton (Episodio: "Thanksgiving III")    | Ganadora  |
| 2012 | 1.º PAAFTJ Television Awards               | Best Supporting Actress in a Comedy Series                     | Eden Sher (Episodio: "The Test")                  | Nom       |
| 2012 | 1.º PAAFTJ Television Awards               | Best Production Design in a Comedy Series                      | Episodio: "The Map"                               | Nom       |
| 2012 | Premios Young Artist                       | Best Recurring Young Actor 17–21                               | Brock Ciarlelli                                   | Ganador   |
| 2012 | Premios Young Artist                       | Best Guest Starring Young Actress 17–21                        | Katlin Mastandrea                                 | Nom       |
| 2012 | Premios Young Artist                       | Best Guest Starring Young Actress Ten and Under                | Marlowe Peyton                                    | Nom       |
| 2012 | Premios Primetime Emmy                     | Outstanding Makeup for a Single-Camera Series (Non-Prosthetic) | Episodio: "The Play"                              | Nom       |
| 2012 | 38.º Premio Humanitas                      | 30 Minute Category                                             | Episodio: "The Map"                               | Nom       |
| 2012 | TV Guide Award                             | Favorite Comedy Series                                         |                                                   | Nom       |
| 2012 | Online Film & Television Association Award | Best Guest Actress in a Comedy Series                          | Whoopi Goldberg                                   | Nom       |
| 2013 | Premios Young Artist                       | Best Recurring Young Actor 17–21                               | Brock Ciarlelli                                   | Ganador   |
| 2013 | Premios Young Artist                       | Best Recurring Young Actress 17–21                             | Katlin Mastandrea                                 | Nom       |
| 2013 | Critics' Choice Television Award           | Mejor serie de comedia                                         |                                                   | Nom       |
| 2013 | Critics' Choice Television Award           | Mejor actriz de reparto en serie de comedia                    | Eden Sher                                         | Ganadora  |
| 2013 | Teen Choice Awards                         | Choice TV Female Scene Stealer                                 | Eden Sher                                         | Nom       |
| 2013 | TV Guide Award                             | Favorite Comedy Series                                         |                                                   | Nom       |
| 2013 | 2.º PAAFTJ Television Awards               | Best Comedy Series                                             |                                                   | Nom       |
| 2013 | 2.º PAAFTJ Television Awards               | Mejor actor de reparto en serie de comedia                     | Charlie McDermott                                 | Nom       |
| 2013 | 2.º PAAFTJ Television Awards               | Best Artistic/Visual Achievement in a Comedy Series            | Episodio: "Hallelujah Hoedown"                    | Nom       |
| 2013 | EWwy Awards                                | Best Actor in a Comedy Series                                  | Neil Flynn                                        | Nom       |
| 2014 | Premios Young Artist                       | Best Recurring Young Actor 17–21                               | Brock Ciarlelli                                   | Nom       |
| 2014 | Premios Young Artist                       | Best Recurring Young Actress 17–21                             | Katlin Mastandrea                                 | Nom       |
| 2014 | EWwy Awards                                | Best Supporting Actress in a Comedy Series                     | Eden Sher                                         | Ganadora  |
| 2014 | ASCAP Film and Television Music Awards     | Top TV Series                                                  | Joey Newman                                       | Ganador   |
| 2014 | Premio Humanitas                           | 30 Minute Category                                             | Episodio: "Halloween IV: The Ghost Story"         | Nom       |
| 2014 | Teen Choice Awards                         | Choice TV Scene Stealer: Female                                | Eden Sher                                         | Nom       |
| 2014 | TV Guide Award                             | Favorite Comedy Series                                         |                                                   | Nom       |
| 2015 | Critics' Choice Television Award           | Mejor actriz de reparto en serie de comedia                    | Eden Sher                                         | Nom       |
| 2015 | Premios Young Artist                       | Best Recurring Young Actor 17–21                               | Brock Ciarlelli                                   | Ganador   |
| 2015 | Premios Young Artist                       | Best Guest Starring Young Actress 14–16                        | Ava Allan                                         | Nom       |
| 2015 | Nickelodeon Kids' Choice Awards            | Actor de TV Favorito                                           | Charlie McDermott                                 | Nom       |
| 2015 | Online Film & Television Association Award | Best Guest Actor in a Comedy Series                            | Dick Van Dyke                                     | Nom       |
| 2016 | Premios de la Crítica Televisiva           | Mejor actriz de reparto en serie de comedia                    | Eden Sher                                         | Nom       |
| 2016 | Premios de la Crítica Televisiva           | Mejor actor de reparto en serie de comedia                     | Neil Flynn                                        | Nom       |
| 2016 | Premio Humanitas                           | 30 Minute Category                                             | Episodio: "The Graduate"                          | Ganador   |
| 2016 | Young Entertainer Awards                   | Best Recurring Young Actress – Television Series               | Casey Burke                                       | Nom       |
| 2016 | Young Entertainer Awards                   | Best Guest Starring Young Actor – Television Series            | Matt Cornett                                      | Ganador   |